# Graptopeltus
Graptopeltus är ett släkte av insekter. Graptopeltus ingår i familjen fröskinnbaggar.
Släktet innehåller bara arten Graptopeltus lynceus.